# Triumfetta welwitschii
Triumfetta welwitschii är en malvaväxtart som beskrevs av Maxwell Tylden Masters. Triumfetta welwitschii ingår i släktet triumfettor, och familjen malvaväxter.

## Underarter
Arten delas in i följande underarter:
- T. w. hirsuta
- T. w. lanata
- T. w. rogersii